# Pangasius sanitwongsei
Pangasius sanitwongsei е вид лъчеперка от семейство Pangasiidae. Видът е критично застрашен от изчезване.

## Разпространение
Разпространен е във Виетнам, Камбоджа, Китай (Юннан), Лаос и Тайланд.